# Villa Dominguito
Villa Dominguito o Dominguito es una localidad y distrito del departamento San Martín, localizada en el centro sur de dicha unidad política, a 8,4 kilómetros, en dirección sureste, de la localidad cabecera de San Martín, en el centro sur de la provincia de San Juan, Argentina. 
Villa Dominguito presenta un área urbana concentrada espacialmete en forma puntual, donde el modo de vida que tiende a prevalecer es el rural. Su actividad económica se centra, principalmente, en producción de vid con destino, en forma primordial, a la elaboración de vino, sin embargo, en la actualidad presenta un fuerte desarrollo el turismo, puesto que aquí se ubica el Santuario de Ceferino Namuncurá, componente del turismo religioso de San Juan.
Tiene como principal vía de acceso la Ruta Provincial 170 o conocida bajo el nombre de calle Rawson

## Población

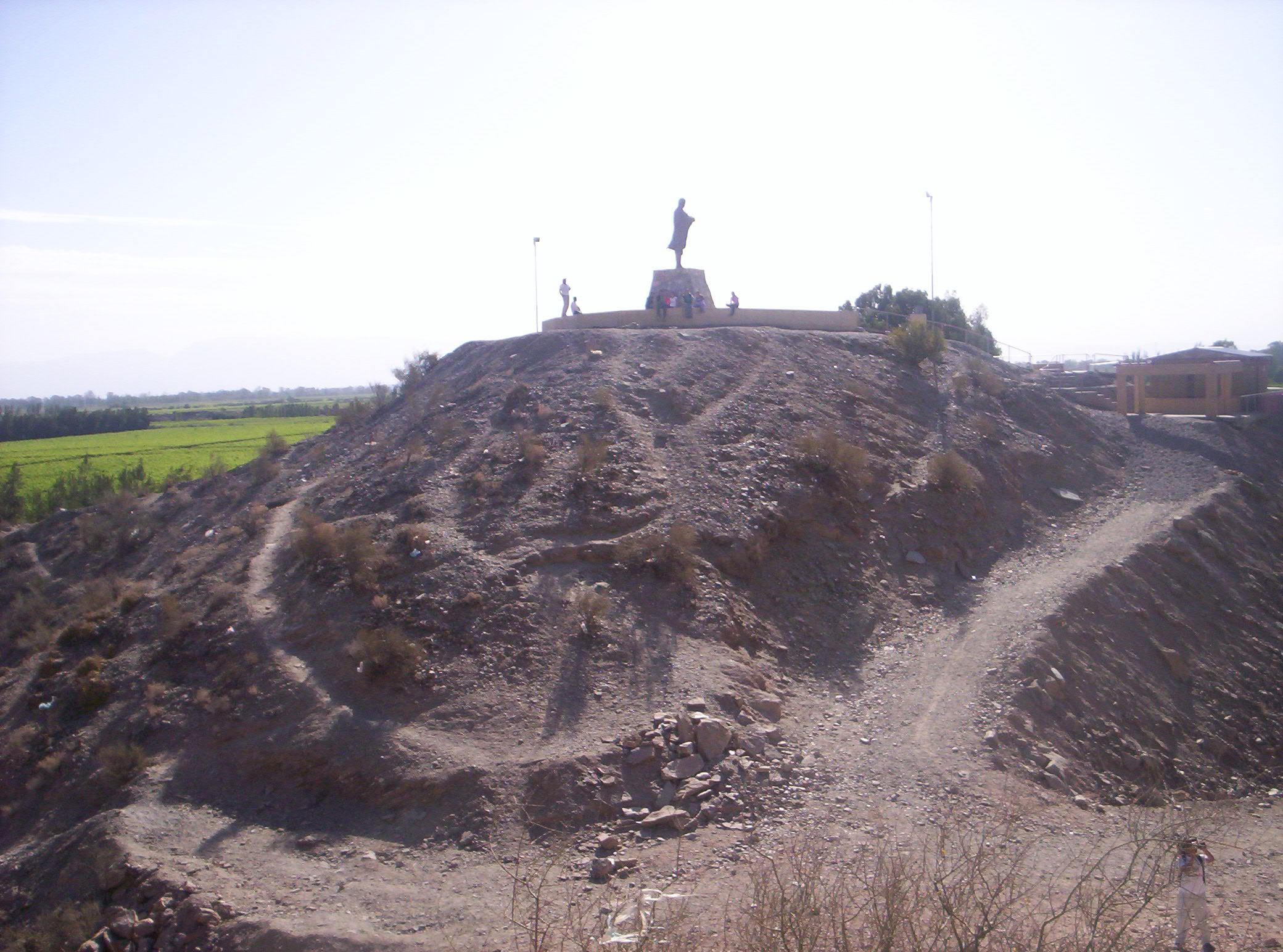
Vista del Monumento a Ceferino Namuncurá, sobre la sierra de Pie de Palo.

Cuenta con 656 habitantes (Indec, 2001), lo que representa un incremento del 24,7 frente a los 526 habitantes (Indec, 1991) del censo anterior.